# Theodor Kratzer
Theodor Krätzer, né le 30 octobre 1914 et mort en 1997,, est un soldat SS au camp d'Auschwitz, et adjudant du commandant, SS-Obersturmbannführer.

## Biographie
Il est employé de banque en septembre 1933 et rejoint les jeunesses hitlériennes. Il rejoint en juillet 1934 la SS avec le numéro 276344 et rejoint la NSDAP en mai 1937 avec le numéro de membres 4690977. Au printemps 1939, il est un officier du 2e régiment d'infanterie SS. En 1939, il est transféré au camp de concentration de Buchenwald, il est employé au département de la gestion du camp. De mars 1941 à l'évacuation du camp en janvier 1945, il est membre du camp à Auschwitz. 
Il a mené la gestion de biens immobiliers, une division de la SS. La tâche de ce département était le stockage des biens des détenus et le tri et la réutilisation des vêtements et des objets de valeur des victimes de l'Holocauste. Il s'occupe de l'aspect économique de gestion et d'entretien (vêtements, hygiène, biens des prisonniers) et responsables de la sélection des prisonniers jugés dans l'incapacité de travailler pour le secteur Kanada.   
Il est promu en 1942 Obersturmführer. En avril 1943, il reçoit la croix de guerre Croix. Après l'évacuation d'Auschwitz, il est transféré à l'unité spéciale SS-Dirlewanger.